# L'Homme qui souriait
L’Homme qui souriait (titre original : Mannen som log) est un roman policier de Henning Mankell paru en 1994 en Suède, traduit en français en 2005 et mettant en scène l'inspecteur de police Kurt Wallander.

## Résumé
Par un épais brouillard, l'avocat Gustav Torstensson rentre chez lui en voiture quand, au milieu de la route, il aperçoit ce qu'il croit être un mannequin assis sur une chaise. Il freine, sort de sa voiture et reçoit un coup mortel sur la nuque.
Pendant ce temps, l'inspecteur Kurt Wallander, épuisé et déprimé, envisage de démissionner. Aussi, quand son vieil ami l'avocat Sten Torstensson, le fils de Gustav, vient lui demander d'enquêter sur la mort de son père, il refuse de l'aider. Mais de retour à Ystad, Wallander apprend que Sten est mort, tué par balle, il change d'avis, déchire sa lettre de démission et demande à se charger de l'enquête sur la mort des deux avocats. 
Il découvre bientôt que Gustav Torstensson s'occupait presque exclusivement des affaires d'Alfred Harderberg, richissime propriétaire de sociétés dans le monde entier.

## Éditions françaises
Édition imprimée originale
- Henning Mankell (trad. du suédois par Anna Gibson), L'Homme qui souriait : roman [« Mannen som log »], Paris, éd. du Seuil, coll. « Seuil policiers », 4 février 2005, 361 p., 23 cm (ISBN 2-02-059324-6, BNF 39924575)

Édition au format de poche
- Henning Mankell (trad. du suédois par Anna Gibson), L'Homme qui souriait [« Mannen som log »], Paris, éd. Points, coll. « Points : policier » (no P1451), 6 avril 2006, 421 p., 18 cm (ISBN 2-02-086474-6, BNF 40183964)

Livre audio
- Henning Mankell (trad. du suédois par Anna Gibson), L'Homme qui souriait [« Mannen som log »], Ville-d'Avray, éd. Sixtrid, 17 juin 2011 (EAN 3358950002160, BNF 42574040)Texte intégral ; narrateur : Marc-Henri Boisse ; support : 1 disque compact audio MP3 ; durée : 11 h 55 min environ ; référence éditeur : Sixtrid A20M.

## Adaptation télévisuelle
Le roman a fait l'objet, dans le cadre de la série télévisée Les Enquêtes de l'inspecteur Wallander (Wallander), avec Kenneth Branagh, d'une adaptation d'environ 90 minutes, également titrée L'Homme qui souriait (The Man Who Smiled), initialement diffusée, au Royaume-Uni, le 10 janvier 2010 (saison 2, épisode 2).